# Chatou
Chatou es una localidad y municipio francés situado en extrarradio de París, en el departamento de Yvelines. Se encuentra a 14,4 km al oeste del centro de París. 
El 31 de mayo de 1875, parte del término municipal de Chatou fue escindido y fusionado con parte de los términos vecinos de Le Pecq y de Croissy-sur-Seine para crear el municipio de Le Vésinet.
Aquí estaba la «Maison Fournaise», un lugar de encuentro de los pintores impresionistas. Era un lugar en el que Pierre-Auguste Renoir pintó numerosas obras (retratos de la familia Fournaise, paisajes de alrededor, etc.), entre los que destaca El Almuerzo de los Remeros (1881). Este cuadro forma parte de la Colección Phillips, museo de arte de Washington D. C..

## Demografía
| 1 124 | 926 | 984 | 993 | 1 100 | 1 027 | 1 200 | 1 292 | 1 422 | 1 804 | 2 662 | 3 194 | 2 956 | 3 382 | 3 921 | 3 580 | 4 171 | 4 514 | 5 483 | 6 532 | 8 036 | 9 757 | 12 023 | 11 861 | 12 811 | 15 338 | 21 655 | 22 619 | 26 550 | 28 437 | 27 977 | 28 588 | 30 063 |
| Para los censos de 1962 a 1999 la población legal corresponde a la población sin duplicidades (Fuente: INSEE [Consultar]) |     |     |     |       |       |       |       |       |       |       |       |       |       |       |       |       |       |       |       |       |       |        |        |        |        |        |        |        |        |        |        |        |

## Historia
El nombre de Chatou derivaría de un nombre de persona galorromano: Cattus. En la época galorromana, en Chatou se asentaba una villa romana y a partir del siglo VI, se empezó a desarrollar un pueblo alrededor de una villa merovingia, apareciendo otras villas. 
En el siglo IX, el pueblo se desarrolla con la extensión de los señoríos de Chatou y de Croissy. Los habitantes vivían de la pesca y del viñedo esencialmente. Las invasiones normandas que remontaron por el Sena, no impidió el desarrollo del comercio. 
En el siglo XI se construyó una primera iglesia de madera, junto al río Sena, cuyo emplazamiento no ha cambiado desde entonces.
En 1374, Gilles Malet († 1410) doncel y escudero del rey Carlos V de Francia es nombrado señor de Chatou. Este Gilles Malet, casi olvidado en la actualidad, fue un destacado personaje de la época dado que era amigo del rey que le designó, el 1369, bibliotecario de su biblioteca. La biblioteca de Carlos V, llamado el Sabio, está al origen de la Biblioteca Real, rebautizada después Biblioteca Nacional de Francia (BNF). Gilles Malet es par tanto considerado como cofundador, junto a Carlos V, de la BNF. Gilles se casó en primeras nupcias con Pernelle de Gaurrien, con la que tuvo en 1374 un hijo llamado Philippe que le sucedió como señor de Chatou. De su segundo matrimonio con Pernelle de Gaurrien nacieron dos hijos: Jean y Charles, este último será también señor de Chatou.
En 1571 la familia Le Pileur adquirió el señorío de Chatou. Los Portail lo recibieron por herencia principios del siglo XVII. De este periodo remonta la decisión de construir un puente de madera (1626), que sustituyó al transbordador, que será destruido y reconstruido en varias ocasiones.
En 1762, Henry Léonard Jean Baptiste Bertin compró el señorío de Chatou, restauró el Castillo Viejo y mandó construir, siguiendo los planos de Souffot, el Ninfeo (fuente consagrada a las Ninfas) e hizo edificar un segundo castillo que será demolido en 1910. Henry Léonard Jean Baptiste Bertin será el último señor de Chatou.
A lo largo del siglo XIX, el primer lugar se desarrolló el cultivo hortícola. En 1837, la construcción de la línea de París a Le Pecq marca el principio de la expansión del pueblo. Chatou atrae a los parisinos que vienen para hacer remo y alternar en los merenderos de las orillas del Sena. Se construyen numerosas villas. En 1836 un puente de piedra había remplazado al anterior de madera.

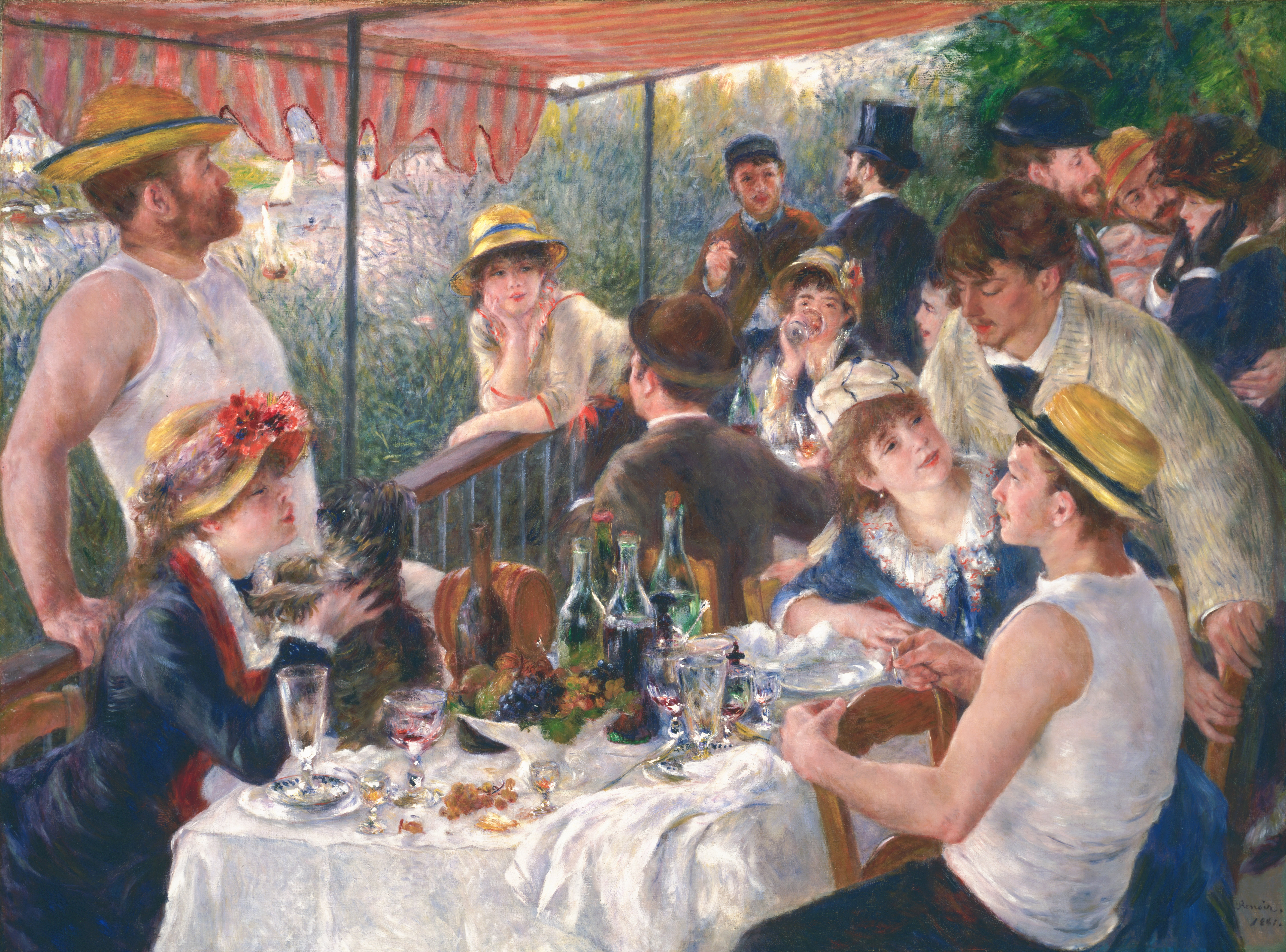
Almuerzo de remeros (Le Déjeuner des Canotiers, 1881, Orsay) de Renoir.

Chatou entra en esa época en la era moderna con la instalación de una red de gas, de alumbrado público y sobre todo la construcción de un tranvía. Es también en ese periodo que se crea el mercado. En 1878, la municipalidad adquiere la villa de Camille Perrier para albergar el Ayuntamiento. Además, a finales del XIX, los pintores impresionistas y después los fauvistas se interesan por Chatou, especialmente André Derain, natural de Chatou y uno de los fundadores del fauvismo. Pierre-Auguste Renoir, cliente habitual del restaurante Casa Fournaise, pinta en 1881 uno de los cuadros más célebres del mundo: El Almuerzo de los Remeros. 
El año 1898 es un momento crucial para la historia industrial de Chatou con la llegada de la fábrica de fonógrafos Pathé, a partir de 1920 Pathé-Marconi, que empleará hasta 1700 personas en 1955 (la fábrica será demolida en 1994). A partir de esta fecha, Chatou no cesará de crecer y ampliarse con nuevos barrios. En 1966 el puente de piedra es destruido y se construye uno nuevo a un centenar de metros. La ciudad se dota de complejos deportivos y culturales. En la isla de Chatou, en 1971, se inaugura el parque de los Impresionistas que acoge, dos veces al año, la Feria Nacional de Antigüedades y la Feria de Jamones. A finales de los 90, las casas Fournaise y Levanneur fueron restauradas y construida una estación fluvial detrás.